# Pfettisheim
Pfettisheim korábbi község Franciaországban, Bas-Rhin megyében. Lakosainak száma 891 fő (2018. január 1.). Pfettisheim Berstett, Lampertheim, Pfulgriesheim és Truchtersheim községekkel határos.
2016. január 1-jén a korábbi Truchtersheim községgel egyesült és az így létrejött Truchtersheim új község része lett.

## Népesség
A település népességének változása:
| Lakosok száma | 334  | 325  | 441  | 668  | 789  | 798  | 804  | 791  | 794  | 891  |
|               | 1962 | 1968 | 1975 | 1982 | 1990 | 2008 | 2013 | 2015 | 2017 | 2018 |